# Carl Werner (Maler)

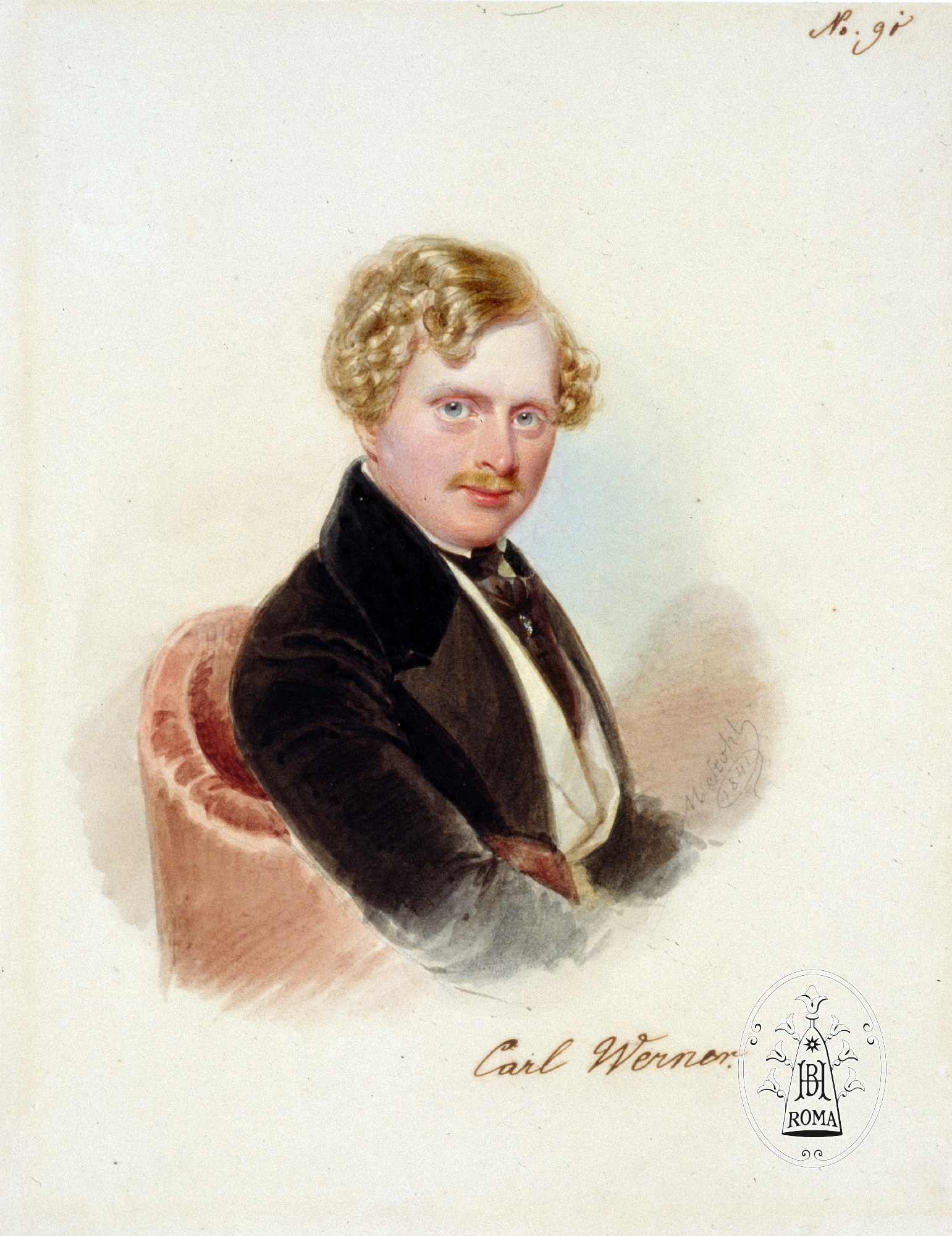
Carl Werner, Zeichnung von Michael Stohl in Rom, 1841

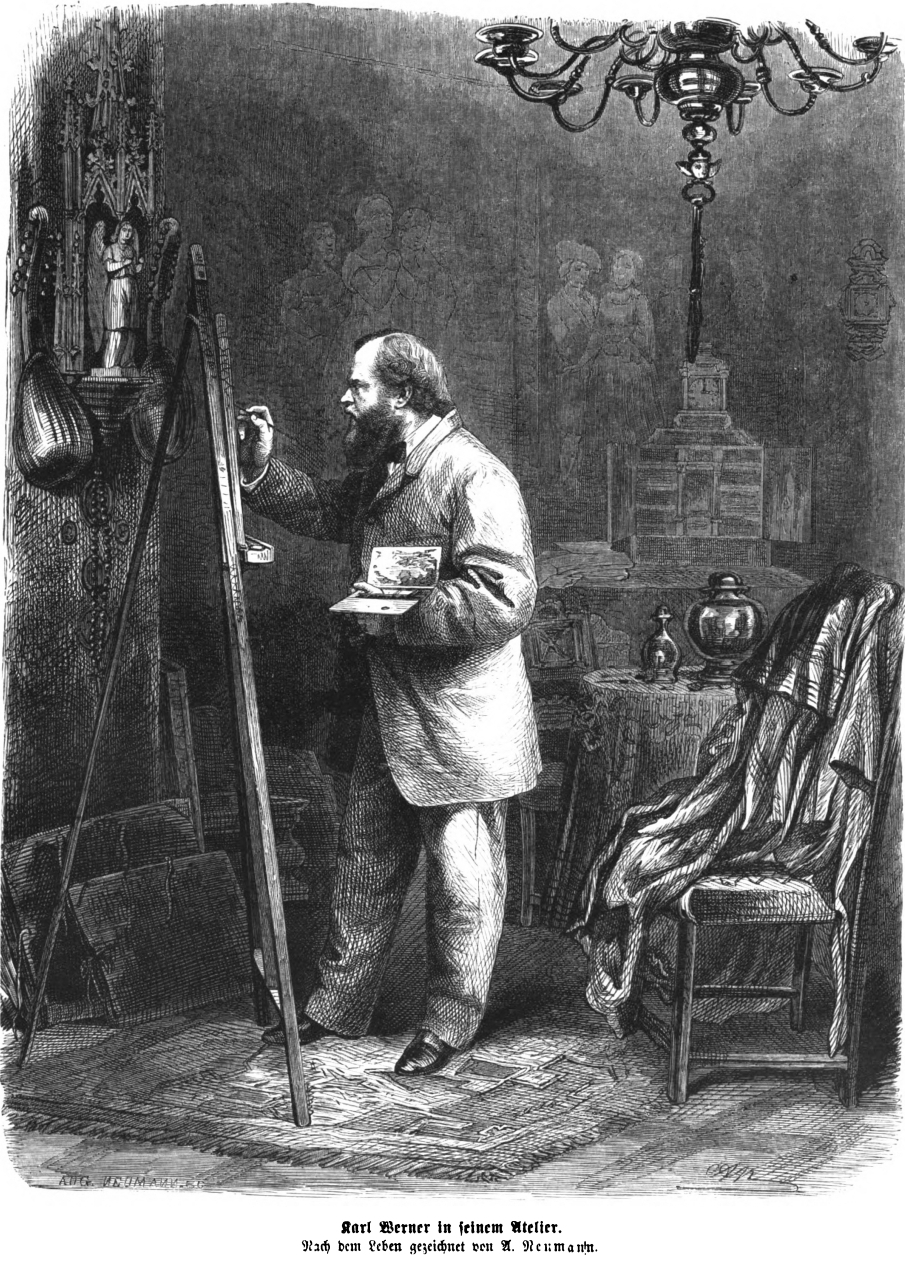
Carl Werner in seinem Atelier, Zeichnung von August Neumann, 1865

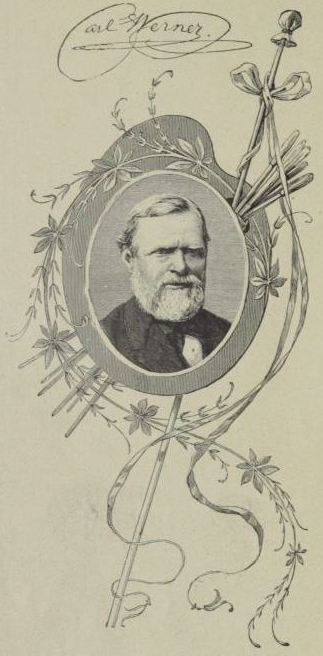
Carl Werner, um 1888

Carl Friedrich Heinrich Werner (* 4. Oktober 1808 in Weimar; † 10. Januar 1894 in Leipzig) war ein deutscher Aquarell- und Architekturmaler.

## Leben
Carl Werner, ein Enkel der Schauspielerin Christiane Becker-Neumann, war der Sohn eines Gesang- und Klavierlehrers und einer Sängerin. Er erlernte zunächst das Zimmerhandwerk, begann dann aber 1824 das Studium der Malerei bei Veit Hanns Schnorr von Carolsfeld an der Leipziger Kunstakademie. Ab 1829 studierte er Architektur in München bei Friedrich von Gärtner. 1831 wandte er sich endgültig der Malerei zu und erhielt 1832 ein großes Reisestipendium für Italien. Dort führte sein Weg von Venedig über Bologna und Florenz nach Rom. In Rom konvertierte er 1835 zur römisch-katholischen Kirche und heiratete Giuditta Wallis, Tochter des schottischen Malers George Augustus Wallis. Aus dieser Ehe ging unter anderem der Sohn Rinaldo Werner hervor, der ebenfalls Maler wurde.
Ab 1845 war er Mitglied des Deutschen Künstlervereins in Rom, einige Jahre auch dessen Vorsitzender. 1851 gründete er in Venedig ein Meisterstudio für Aquarellmalerei. Sein bedeutendster Schüler dort war Ludwig Passini. Ab 1856 war er wieder in Leipzig tätig, hielt sich im Sommer oft in Großbritannien auf und unternahm große Auslandsreisen nach Spanien (1856/57), ins Heilige Land (1862 und 1864), Griechenland (ab 1875) und mehrfach nach Italien. Ab 1882 bis zu seinem Tod war Werner Lehrer für Aquarellmalerei an der Königlichen Kunstakademie in Leipzig.

## Werke (Auswahl)

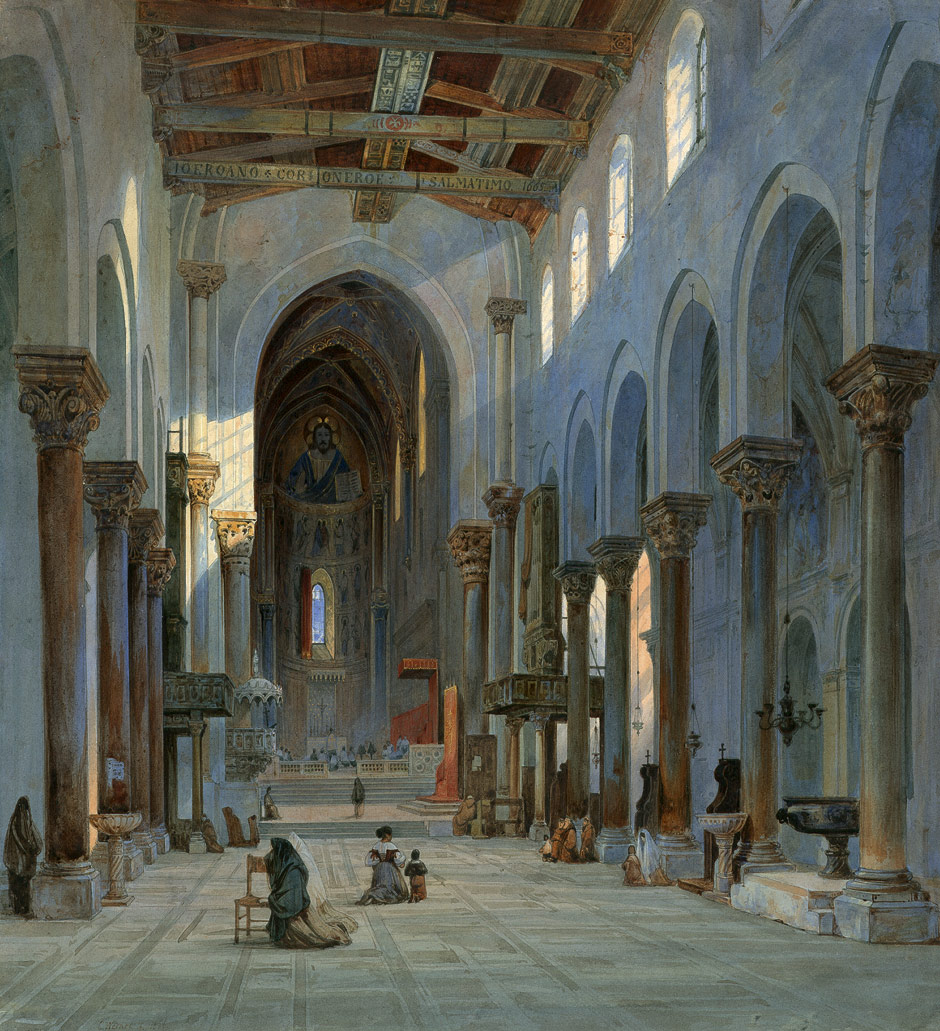
Kathedrale von Cefalù (1836)
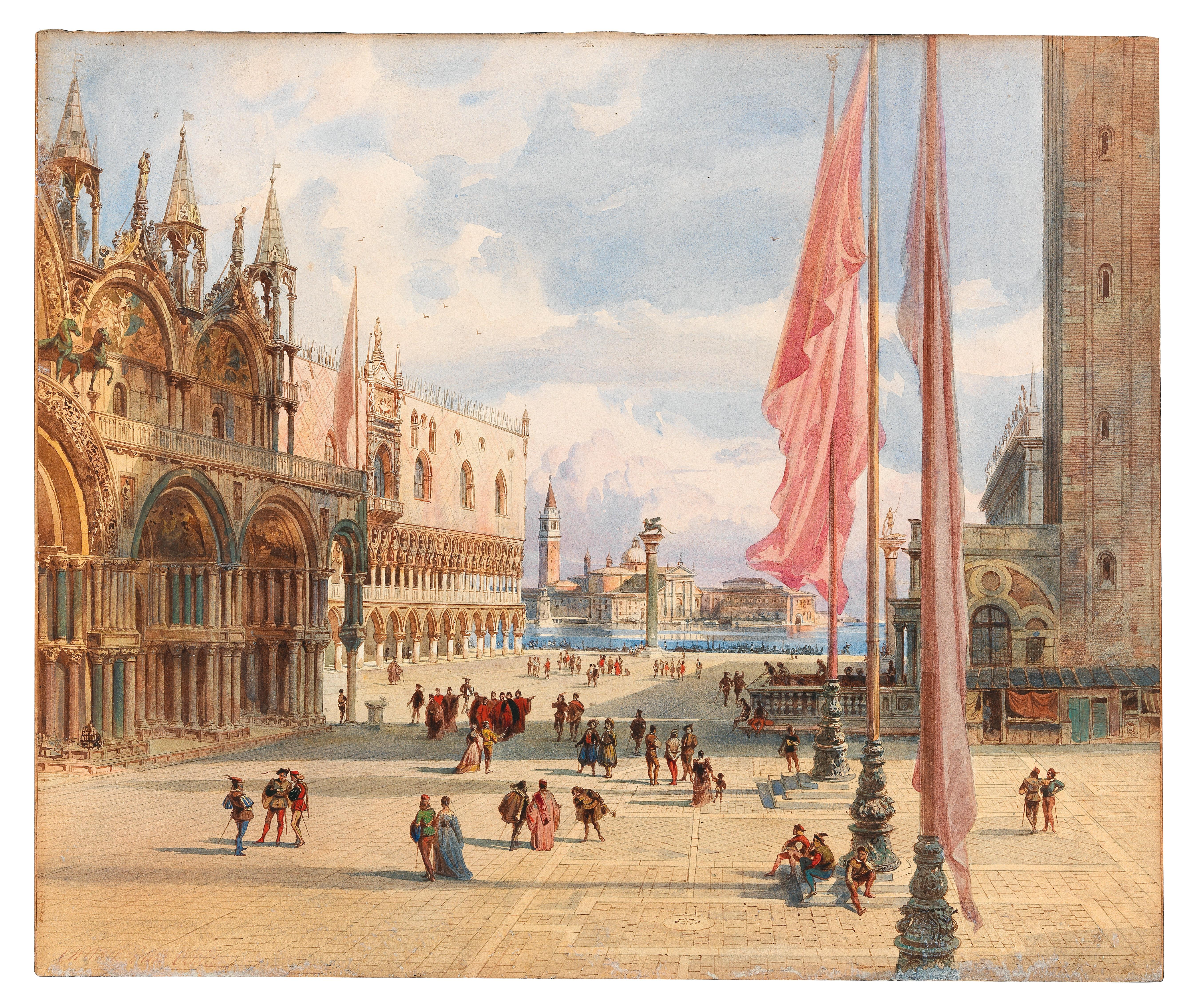
Markusplatz in Venedig
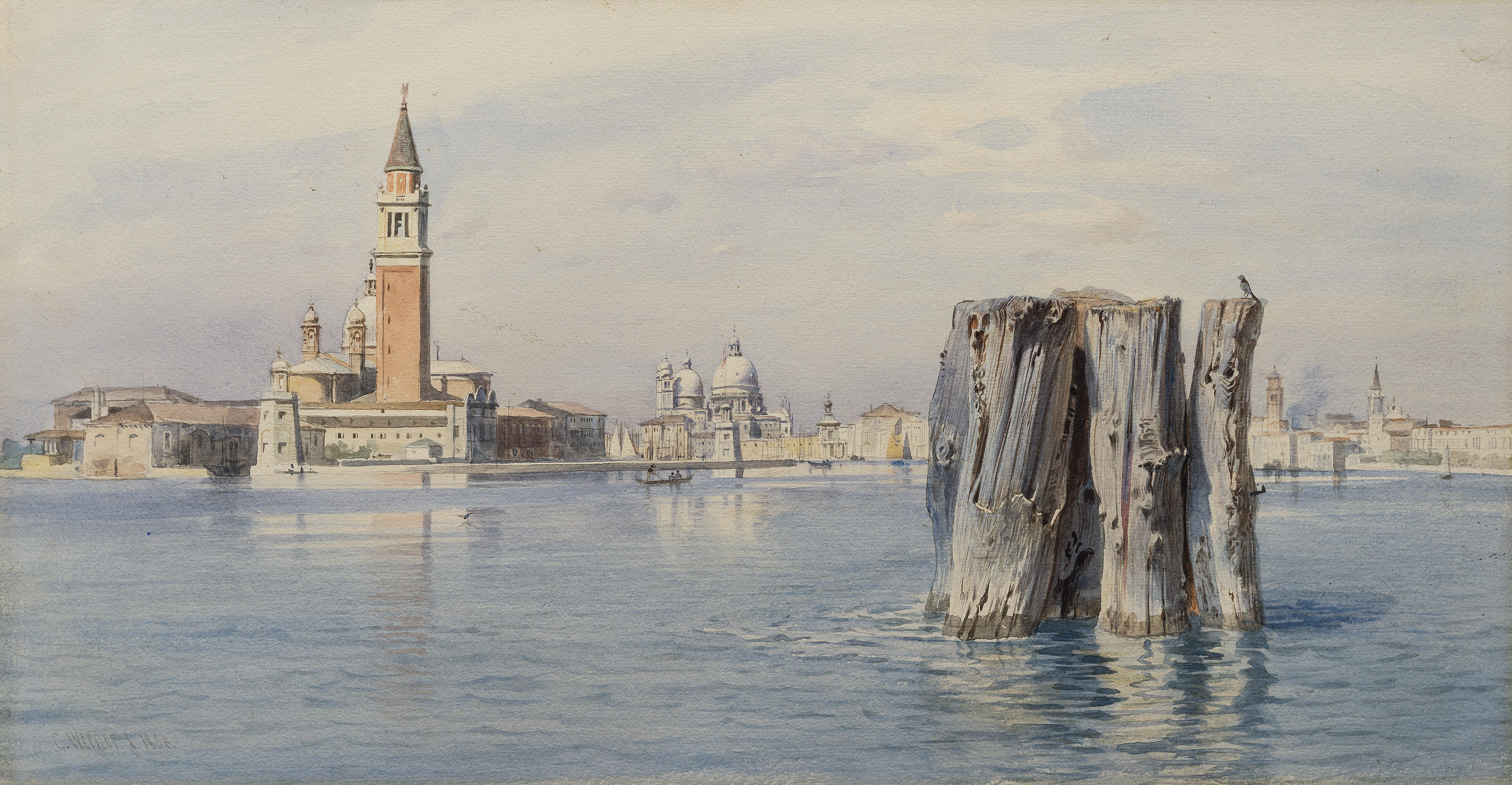
Ansicht von San Giorgio Maggiore und Santa Maria della Salute in Venedig (1854)
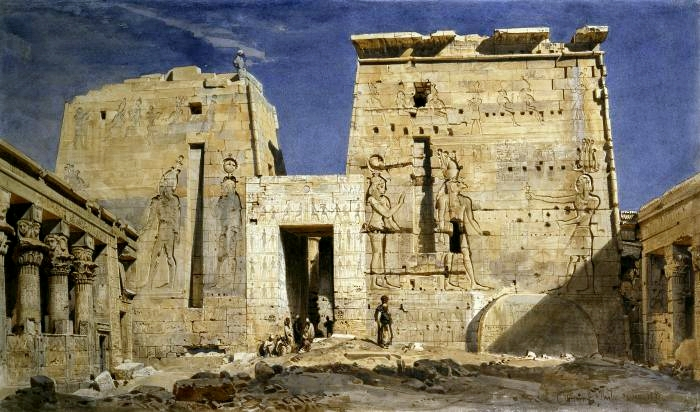
Isis-Tempel von Philae (1865)
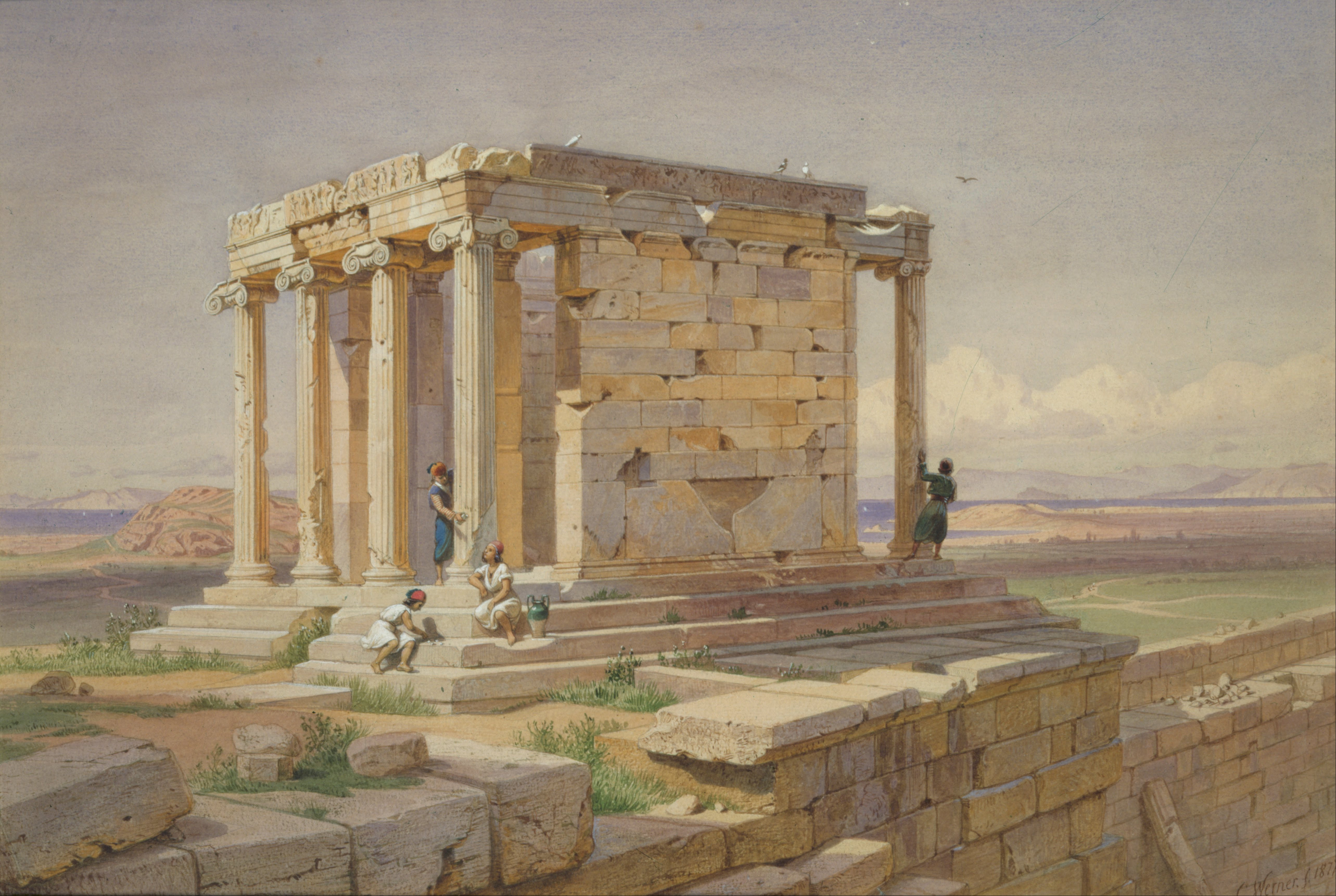
Tempel der Athena Nike (1877)
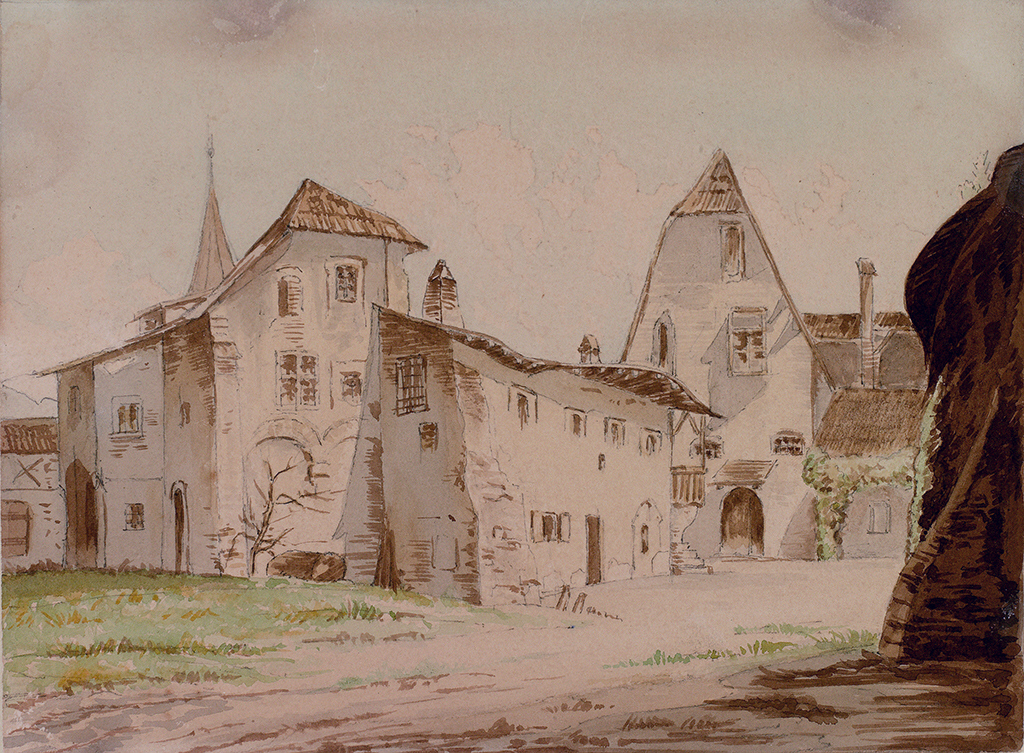
Haus der Margarethe Maultasch in Meran (1892)
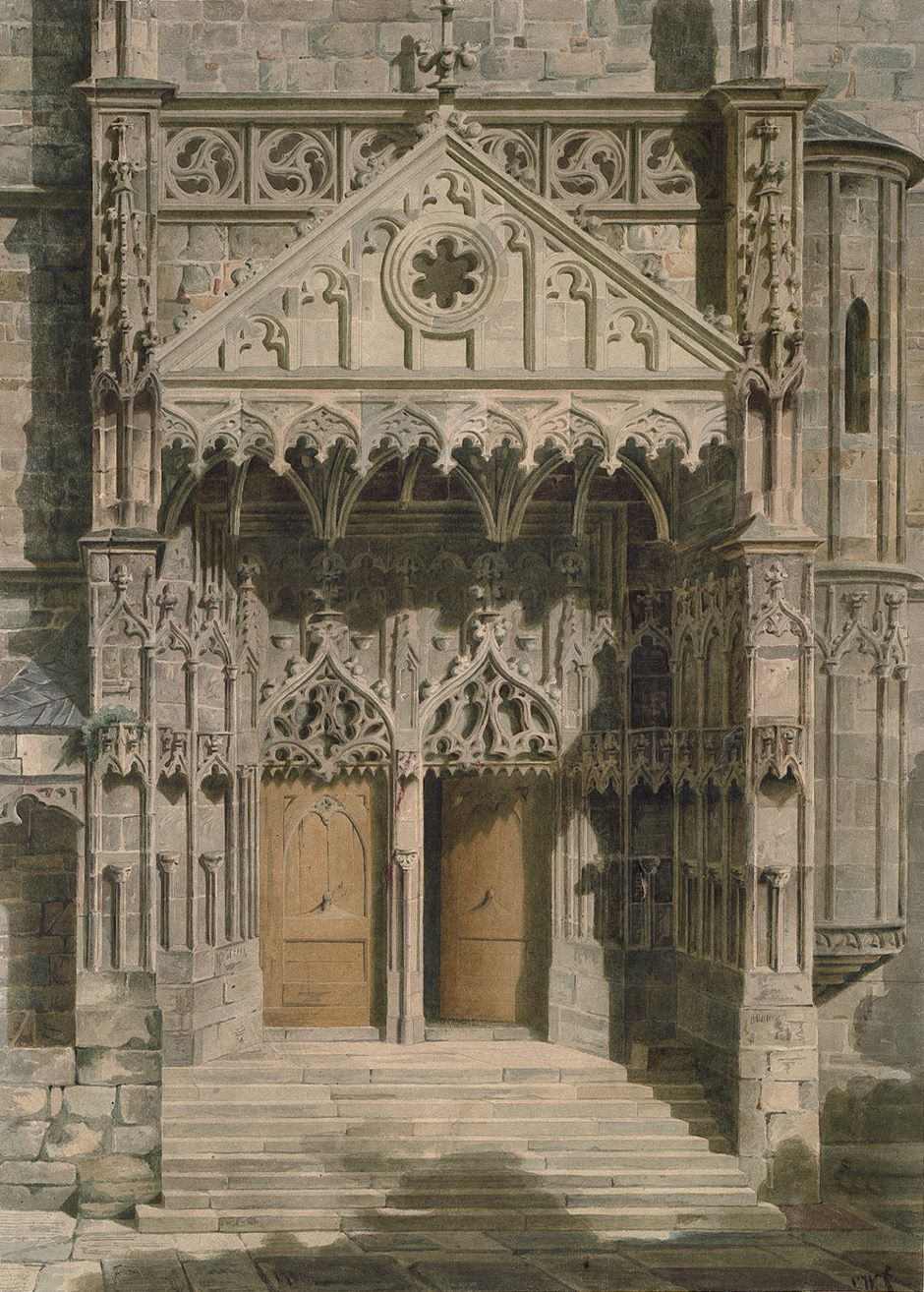
Hauptportal der St.-Michael-Kirche in Jena